# Bright Side
Bright Side là tên một kênh YouTube về khoa học và giáo dục được sáng lập bởi công ty truyền thông Síp TheSoul Publishing. Tính đến tháng 5 năm 2020, Bright Side đang xếp ở vị trí thứ 36 trong những kênh được đăng ký nhiều nhất YouTube với hơn 34,9 triệu người đăng ký cùng gần 6,5 tỷ lượt xem

## Lịch sử
Bright Side được ra mắt vào ngày 15 tháng 3 năm 2017 và đăng tải những video về khoa học, công nghệ, lịch sử, địa lý,... cùng những câu đố vui bằng phim hoạt hình. Theo tạp chí Time, Bright Side là một kênh phổ biến kiến thức đáng xem.
Vào tháng 6 năm 2019, Bright Side đã đề cập đến việc giảm cân của Angus Barbieri trong 382 ngày và đã trở thành trào lưu trên YouTube. Video đã nhận được hơn 300.000 lượt xem trong tuần đầu tải lên. Ngoài tiếng Anh, Bright Side còn có nhiều thứ tiếng khác như Ả Rập, Nhật Bản, Thái Lan, Trung Quốc, Việt Nam,...
Ngoài Bright Side, TheSoul Publishing cũng sở hữu các kênh 5-Minute Crafts, 5-Minute Crafts Kids, 5-Minute Crafts Girly, 7-Second Riddles và 5-Minute Magic. Công ty phát hành 1.500 video mỗi tháng trên YouTube, vận hành 40 trang Facebook bằng 10 ngôn ngữ và có 550 nhân viên.

## Tranh cãi
Theo TheSoul Publishing, mục đích của Bright Side là tạo ra nội dung bổ ích, vui nhộn, thu hút người xem và không nhằm vào các mục đích chính trị. Tuy nhiên, công ty đã bị cáo buộc đưa thông tin sai sự thật liên quan đến chính trị của Liên bang Nga. TheSoul Publishing đã bị cho rằng "đưa tin không đúng sự thật liên quan đến lịch sử Nga". Tuy nhiên các nền tảng truyền thông đã phủ nhận điều này.